# 엘비라 오졸리냐
엘비라 아나톨레우나 오졸리냐(라트비아어: Elvīra Anatoļjevna Ozoliņa, 러시아어: Эльвира Анатольевна Озолина 옐비라 아나톨리예브나 오졸리나[*], 1939년 10월 8일 ~ )는 소련을 대표한 라트비아의 전 창던지기 선수이다.
레닌그라드에서 라트비아인 부모에게 태어난 오졸리나는 1960년 로마 올림픽에서 55.98m의 올림픽 기록과 함께 금메달을 획득하여 노동의 붉은 깃발 훈장이 수여되었다. 1960년과 1963년 사이에 그녀는 3개의 세계 기록을 세웠다. 1964년 그녀는 소련 선수권에서 61.38m를 던져 60m를 능가하는 데 첫 여성 선수가 되었으나, 이 결과는 국제 육상 경기 연맹에 의하여 세계 기록으로 비준되지 않았다. 도쿄 올림픽 결승전에서 마지막 4개의 시도들에서 탈락되어 실망스러운 5위를 하였다. 국내적으로 그녀는 6회의 국내 타이틀(1959, 1961~62, 1964, 1966, 1973)을 우승하였다.
그녀는 1969년에 올림픽 창던지기 선수 야니스 루시스와 결혼하였다.